# 拉拉姆卡瓦山 (潘多)
17°17′3″S 69°24′25″W / 17.28417°S 69.40694°W
拉拉姆卡瓦山（Laram Q'awa），是玻利維亞的山峰，位於該國西部拉巴斯省的何塞馬努埃爾潘多省，處於阿帕切塔山和維拉科柳山西北面，屬於安第斯山脈的一部分，海拔高度4,988米。